# Миронівський завод залізобетонних конструкцій
Миронівський завод залізобетонних конструкцій (ТОВ «Бетон Нова Інтернешнл») — завод у селищі Миронівський Бахмутського району Донецької області який випускає широкий асортимент залізобетонних виробів для енергетичної та залізничної галузей, цивільного і промислового будівництва.

## Історія
Миронівський завод залізобетонних конструкцій був заснований наказом Міністерства будівництва електростанцій СРСР № 62-а від 21.03.1957 р. на базі полігону Будівельного управління Миронівської ДРЕС
З 03.07.2003 року — Миронівський завод залізобетонних конструкцій став власністю ПАТ «Бетон-Нова»
29.06.2004 року господарський суд Донецької області по справі № 32/І56Б визнав банкрутом і відкрив ліквідаційну процедуру ОАО «Миронівський завод залізобетонних конструкцій»
З 25.03.2011 року — став власністю компанії ТОВ «Бетон Нова Інтернешнл»
З 23.05.2022 року — діяльність заводу припинена через окупацію селища Миронівський російськими загарбниками.

## Продукція
| Маркування                    | Призначення |
| ----------------------------- | --- |
| СВ 164                        | Стояки залізобетонні вібровані для опор високовольтних ліній електропередач 10-35 кВ.                                  |
| СК105-3,6                     | Стійка для ЛЄП 0,4-35 кВ                                                                                               |
| СК117                         | Стійка ЛЄП 0,4-35 кВ                                                                                                   |
| Стійки для світлофорів        | Стійки центрифуговані (конічні) для автомобільних світлофорів                                                          |
| СЦ22                          | Стійка циліндрична для ЛЄП 35-750 кВ                                                                                   |
| СКС31/CKC33,2/CКС38/CКС40     | секційні стояки з двох секцій до 40 метрів                                                                             |
| ОСф18                         | Стійкі конічні центрифуговані                                                                                          |
| ОССф18                        | ОССф Стояки секційного типу                                                                                            |
| ОСС15/OCC16,5/OCC18           | ОСС Стояки секційного типу                                                                                             |
| ОС15/16,5/ОС18                | Стояки ОС цілісні та ОСС секційного типу розроблені спеціально для будування сільських та міських електромереж         |
| СК 60/CК70/CК80/CК90/CК95     | Дані стояки використовуються в освітленості, котеджних містечок, житлових кварталів, парків, освітлення пішохідних зон |
| СКС 26, СКС 22                | Стійки секційні центріфуговані (конічні) для високовольтних ліній електропередач напругою 35-750кВ                     |
| СК 105/ CК 120/ СК 135        | Стійки конічні центріфуговані для ЛЕП 0,4-35кВ                                                                         |
| Стояки зовнішнього освітлення | Стояки зовнішнього освітлення та контактної мережі міського електротранспорту.                                         |
| ВС                            | Стійки вібровані порталів ОРУ ВЛ 35-330 кВ.                                                                            |
| УСО                           | Стійки і фундамент під обладнання ВРП 35-500 кВ.                                                                       |
| СВ                            | Стійки залізобетонні вібровані для опор повітряних ліній електропередач 0,38-20 кВ.                                    |
| Ц56                           | Залізобетонні центрифуговані оболонки для пристрою надолб                                                              |
| СЦП                           | Стійки залізобетонні центрифуговані (циліндричні) для порталів відкритих розподільчих пристроїв 220, 330 кВ.           |
| СК26                          | Стійки залізобетонні центрифуговані (конічні) високовольтних ліній електро-передачі напругою 35-750 кВ, довжиною 26 м. |
| СК22                          | Стійки залізобетонні центрифуговані (конічні) високовольтних ліній електропередачі напругою 35-750 кВ, довжиною 22 м   |
| СК16,4                        | Стійки залізобетонні центрифуговані (конічні) високовольтних ліній електропередачі напругою 35кВ, довжиною 16,4 м.     |
| СК13,6                        | Стійки залізобетонні центрифуговані (конічні) довжиною 13,6 м для опор контактної мережі залізниць                     |

| Маркування                 | Призначення                                                           |
| -------------------------- | --------------------------------------------------------------------- |
| Фундаменти ОСф18,ОССф18.   | Фундаменти призначені для таких видів стояки ОСф18,ОССф18.            |
| Підніжники Ф15.15 — Ф18.18 | Підніжники для металевих порталів та фундаментів підстанцій 35-500 кВ |
| ФСП1-А — ФСП2-А            | Фундаменти підвищені, складові ФСП1-А ФСП2-А.                         |
| Плита підкладна            | Плита підкладна ПП1А використовується для влаштування фундаментів     |
| Ф3А5М — Ф6А5М              | Фундаменти під анкерно-кутові опори ПЛ 500 кВ.                        |
| ФПС                        | Фундаменти підвищені, складові.                                       |
| ФС                         | Фундаменти складові                                                   |
| НФ                         | Фундаменти під анкерно-кутові опори ПЛ 750 кВ.                        |
| ФК                         | Фундаменти під проміжні портальні опори на відтягненнях ПЛ 750 кВт.   |
| Ф1А — Ф6АМ                 | Фундаменти під анкерно-кутові опори ПЛ 35-330 кв.                     |
| Ф1 — Ф6                    | Фундаменти під проміжні опори ПЛ 35-330 кВ.                           |

| Маркування       | Призначення                                                               |
| ---------------- | ------------------------------------------------------------------------- |
| С35              | Палі для електромережевого будівництва.                                   |
| УСВ              | Палі під обладнання                                                       |
| С40.35 — С160.35 | Палі забивні, суцільного квадратного перетину з ненапружуваною арматурою. |

| Маркування           | Призначення |
| -------------------- | --- |
| Елементи УБК         | Елементи для кабельних лотків і плити каналів.                                                                                    |
| Елементи КПТБ        | Елементи кабельних трансформаторних блочних підстанцій (КПТБ)                                                                     |
| Бруски БК            | Бруски для кабельних каналів |
| Лотки для теплотрасс | Лотки залізобетонні, практичний тип вироби, який застосовується в будівельній сфері не тільки промислових, а й цивільних об'єктів |
| Анкер для опор       | Анкер для опор ВЛ 35 кВ |
| Приставки ПТ         | Приставки для дерев'яних опор повітряних ЛЕП до 35 кВ і ліній зв'язку.                                                            |
| Ригелі фундаментні   | Ригелі фундаментні для ВЛ 35-750 кВ.                                                                                              |
| Балка ПБ             | Балка привантажувальна для ВЛ 35-750 кВ.                                                                                          |
| Плити НСП            | Плити для укладання залізничних колій ОРУ і установки трансформаторів.                                                            |
| Плити ПН             | Плити для крунів, огорож маслозбірників та вогнезахисної стінки.                                                                  |
| Плити каналів        | Для перекриття залізобетонних каналів застосовують плити перекриття каналів.                                                      |
| Плита ПРГ            | Плита привантажувальна для фундаментів ПЛ 1150 кВ.                                                                                |
| Плити анкерні        | Плити анкерні для кріплення опор на відтягненнях ВЛ 35-750 кВ.                                                                    |

| Маркування                         | Призначення                                              |
| ---------------------------------- | -------------------------------------------------------- |
| Блок прогонової будови             | Блок прогонової будови П-6с.                             |
| Перехідна плита                    | Перехідна плита П1-4.                                    |
| Тротуарний блок                    | Тротуарний блок Т150.75.                                 |
| Панель огорожі                     | Панель огорожі (тин).                                    |
| Палі для опор мостів               | Палі для опор мостів.                                    |
| Плита тротуарна                    | Плита бетонна тротуарна.                                 |
| Елементи сітчастих огорож          | Елементи сітчастих огорож                                |
| Плити дорожні для тимчасових доріг | Плити дорожні для тимчасових доріг                       |
| Камені бортові                     | Камені бортові (бордюри, поребрики)                      |
| Балки Б1800                        | Балки прогонових будов для мостових автомобільних доріг. |

| Маркування                      | Призначення |
| ------------------------------- | --- |
| Портали ОРУ                     | |
| Анкерно-кутові опори ПЛ 35 кВ   | Кутові анкерні опори служать для натягування і закріплення проводів при поворотах траси, і можуть проводити лінії різної напруги, в тому числі ПЛ 35 кВ. Анкерно-кутові опори ЛЕП виробляються зі сталі. Сталь — це міцний матеріал, опори з набула широкого вжитку відносно невеликої маси. Металоконструкції піддаються антикорозійного обробці: оцинковуються або наносять спеціальний барвистий шар як поверх              |
| Анкерно-кутові опори 110кВ      | Анкерних-КУТОВІ ОПОРИ ВЛ 110 КВ Високовольтні лінії з напругою 110 кВ служать для передачі енергії населеним пунктам і виробничим підприємствам. Це один з найпоширеніших видів електромереж. За навантаженні струмом проміжні Анкерно-кутові опори напругою 110 кВ бувають одноланцюгові і Дволанцюгова, а за конструкцією: з відтяжками та без відтяжок. Анкерно-кутові опори забезпечують натяг і потрібний рівень проводів |
| Траверси для опор ВЛ 35-750 кВт | |